# Hymenoscyphus roburneus
Hymenoscyphus roburneus är en svampart som beskrevs av Josef Velenovský Hymenoscyphus roburneus ingår i släktet Hymenoscyphus och familjen Helotiaceae.   Inga underarter finns listade i Catalogue of Life.